# Čínská národní galerie
Čínská národní galerie (čínsky 中国美术馆, Zhōngguó měishùguǎn, anglicky National Art Museum of China, NAMOC) v Pekingu je jedno z největších uměleckých muzeí v Číně a je financováno Ministerstvem kultury.
Stavba muzea začala v roce 1958 a byla ukončena v roce 1962. Má celkovou rozlohu 30 tisíc čtverečných metrů a rekonstrukce v letech 2004 až 2005 mu přidala dalších 5375 čtverečných metrů. Hlavní budova má čtyři podlaží, z nichž první tři jsou výstavní, a je zde 21 výstavních galerií. Ve stálé sbírce je asi 110 tisíc uměleckých děl. Jsou to starověká, současná čínská i pozoruhodná západní umělecká díla. Ačkoli galerie obsahuje sbírku starého čínského výtvarného umění, jejím hlavním posláním je sloužit jako muzeum moderního čínského umění na národní úrovni.

## Galerie

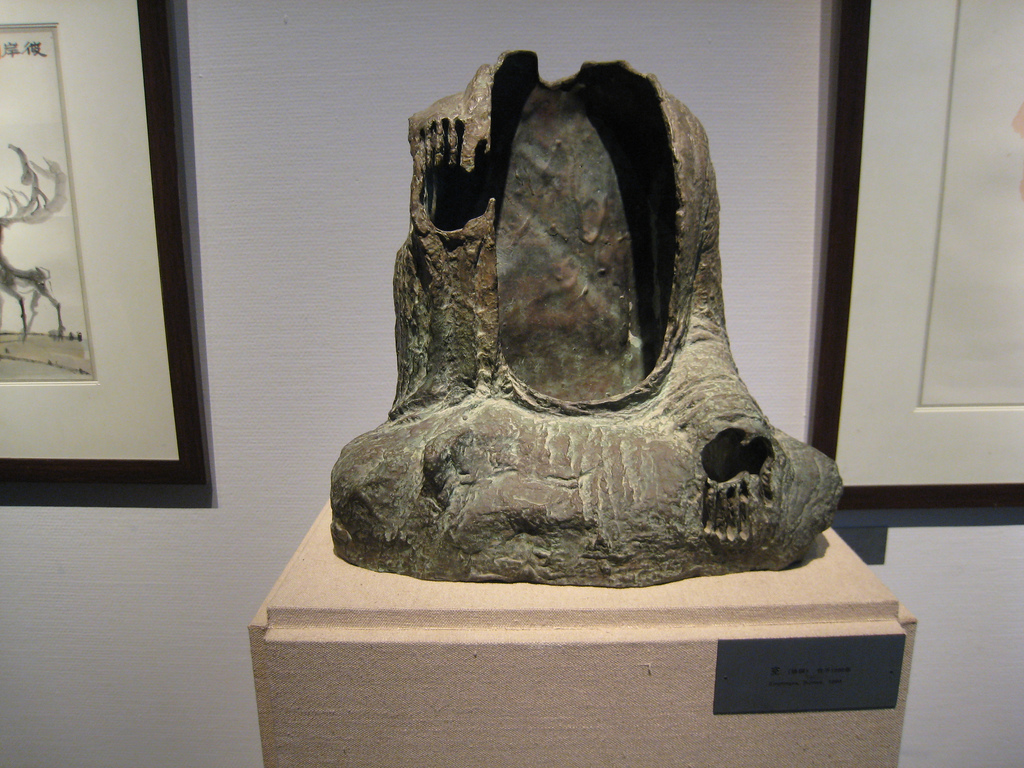
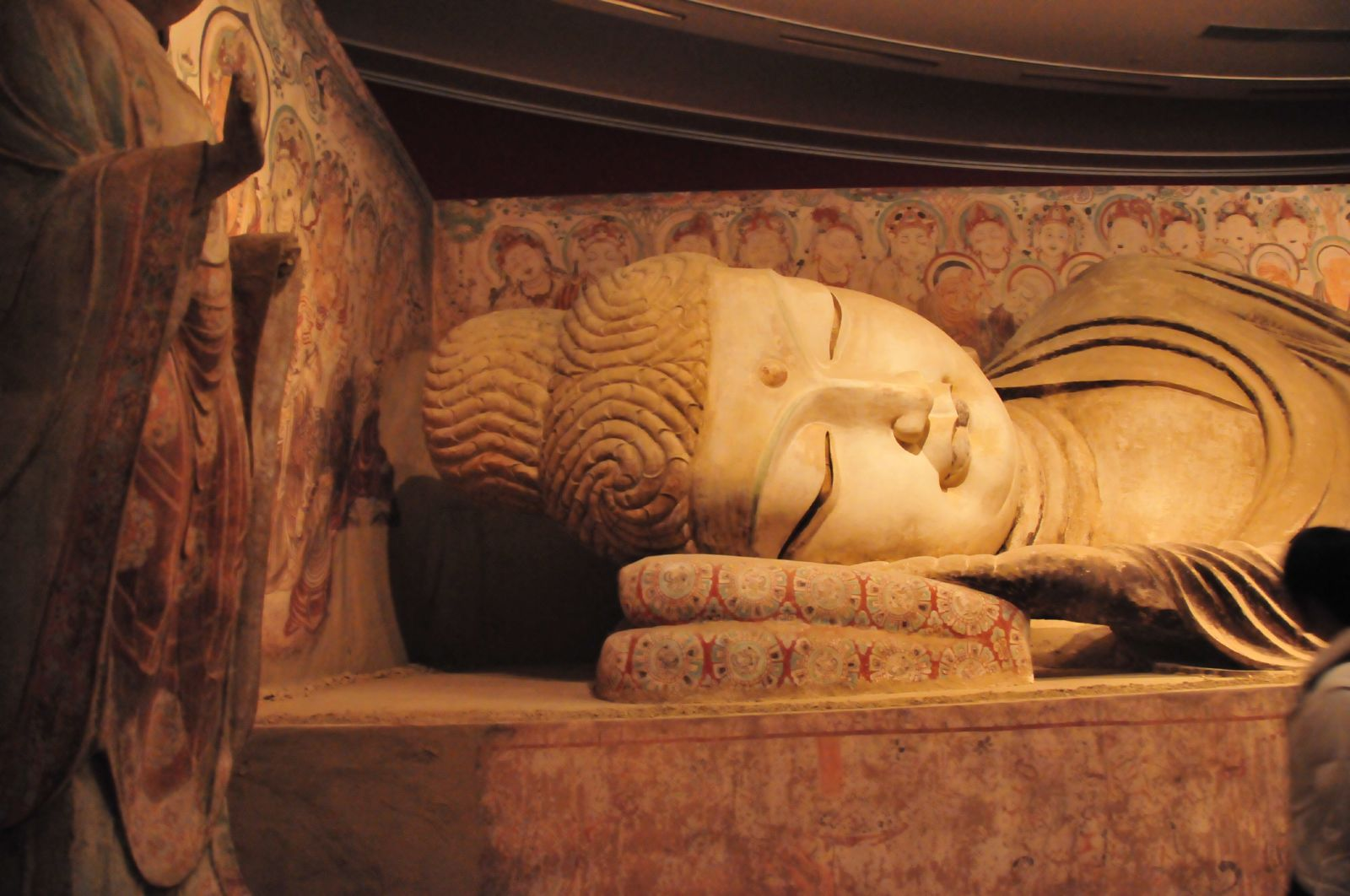
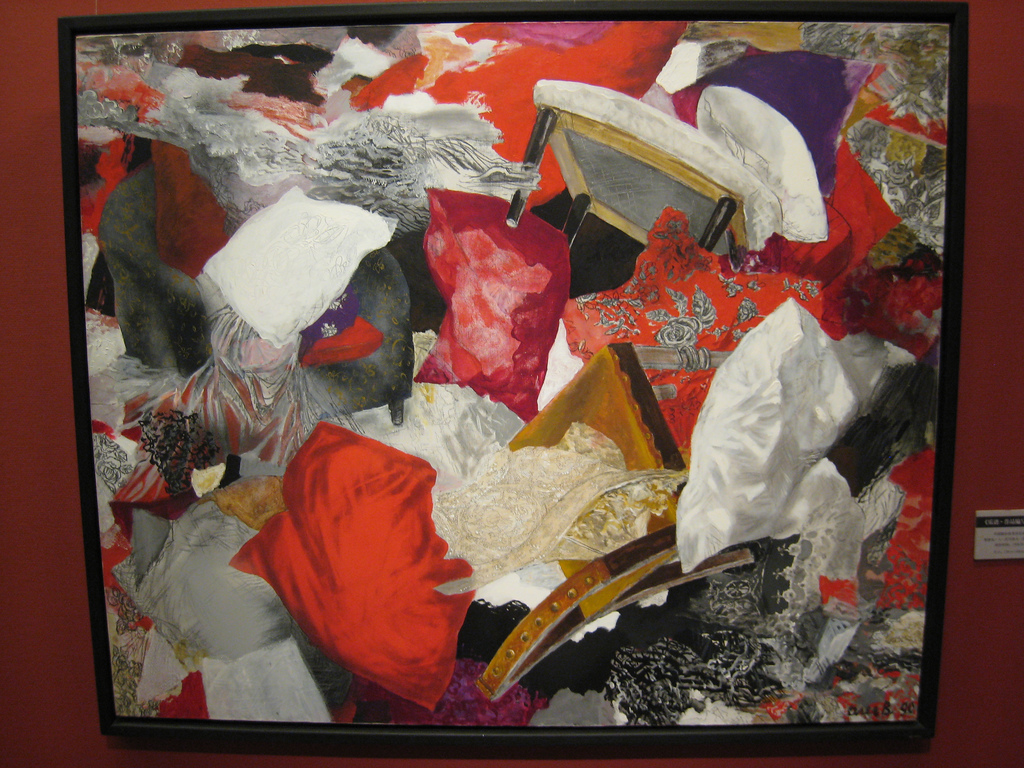
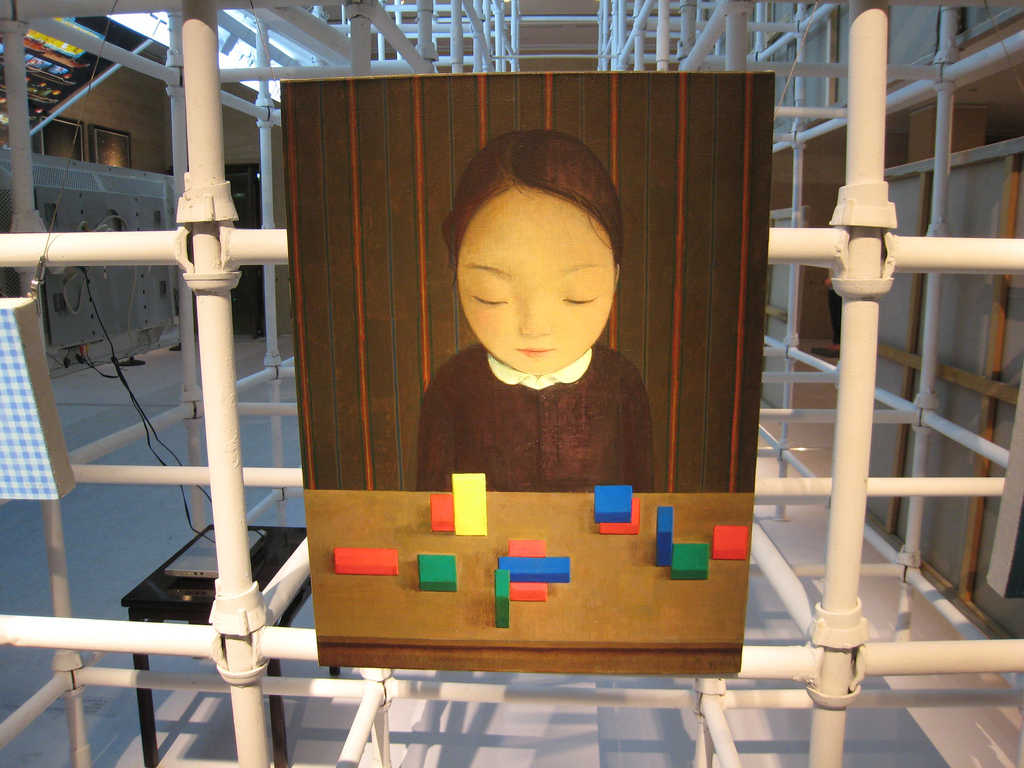